# Parafia św. Mikołaja Biskupa w Warcie
Parafia Świętego Mikołaja Biskupa w Warcie – jedna z dwóch rzymskokatolickich parafii w mieście Warta, należąca do diecezji włocławskiej i dekanatu warckiego. Erygowana w XIII wieku. Obsługiwana przez księży diecezjalnych. Kościół parafialny wybudowany około 1340 roku, przebudowany w XVII i na początku XX wieku.

## Proboszczowie
Źródło: 

- ks. Łubieński (1779–1816)
- ks. Franciszek Reorowicz (1816–1824)
- ks. Karol Kruczkowski (1824–1840)
- ks. Bartłomiej Saganowski (1840–1869)
- ks. Edward Wołowski (1869–1871)
- ks. Adam Grzeliński (1871–1885)
- ks. Maksymilian Drzewiecki (1885–1912)
- ks. Marian Bieliński (1912–1914)
- ks. Józef Mankiewicz (1914–1924)
- ks. Józef Nowicki (1924–1932)
- ks. Jan Nowak (1932–1933)
- ks. Edward Lidke (1933–1934)
- ks. Franciszek Buchalski (1934–1935)
- ks. Włodzimierz Kiełkiewicz (1935–1939)
- ks. Tadeusz Ziemski (1939–1941)
- ks. Kazimierz Piosik (1945, III,IV)
- ks. Władysław Giszter (1945–1947)
- ks. Bernard Sroka (1947–1957)
- ks. Stanisław Perliński (1957–1961)
- ks. Czesław Wojciechowski (1961–1967)
- ks. Edward Prandota (1967–1977)
- ks. Ireneusz Każmierski (1977–1981)
- ks. Stanisław Kalisz (1981–1985)
- ks. Czesław Rawski (1985-1993)
- ks. Józef Wrzosek (1993–2005)
- ks. Eugeniusz Budkowski (od 2005)

## Grupy parafialne
- Liturgiczna służba ołtarza,Koło rodzin Radia Maryja, Domowy Kościół, gałąź rodzinna Ruchu Światło-Życie, Oaza dzieci Bożych, krąg Mężczyzn Świętego Józefa